# Inciso nelle ossa
Inciso nelle ossa (Legado en los huesos) è un film spagnolo del 2019 diretto da Fernando González Molina.
È il secondo film della Trilogia del Baztán, seguito de Il guardiano invisibile ed è tratto dall'omonimo romanzo scritto da Dolores Redondo.

## Trama
È passato un anno da quando Amaia Salazar ha risolto i crimini che hanno terrorizzato la valle di Baztán. L'ispettore ha partorito un figlio maschio di nome Ibai e, dopo la maternità, torna al lavoro.
Stavolta l'attenzione della polizia è rivolta a degli strani casi di suicidio: sembra che una serie di criminali, per lo più detenuti in prigione, si uccidano in maniera rituale; ciò che li collega sembra essere il fatto di aver partecipato nel passato a omicidi nei quali le vittime venivano smembrate e sulle braccia le veniva incisa la parola Tarttalo. Con tale nome, nella mitologia basca, si fa riferimento ad un ciclope, un gigante mangiatore di uomini.
Così Amaia è costretta a tornare nella terra natìa: il marito James la segue, così sono lui e zia Engrasi a badare a Ibai quando l'ispettore è impegnata nelle indagini. Tutti i sospetti convergono verso la madre di Amaia, Rosario: la cosa è sorprendente considerando che la donna è da anni rinchiusa in un ospedale psichiatrico.
Nel corso delle indagini si scopre una caverna piena di ossa umane: dalle analisi forensi sembrano tutti resti di giovani, persino neonati, uccisi in maniera rituale. Stranamente tra le ossa ce ne sono alcune il cui DNA è compatibile con quello di Amaia. Superato lo sconcerto iniziale, si scopre che i resti appartengono ad una sorella gemella della ragazza: questa gemella, di cui nessuno in famiglia sapeva niente, era nata sana, ma era stata vittima di un sacrificio umano della madre.
Si scopre come la madre ha organizzato gli omicidi: ha influenzato lo psichiatra che lo aveva in cura; è quest'ultimo a vessare psicologicamente i carcerati spingendoli al suicidio. Lo psichiatra aiuta Rosario a fuggire e insieme rapiscono Ibai. Quando lo portano nella caverna dei sacrifici per ucciderlo si accorgono che, contrariamente a quanto detto da Amaia, si tratta di un maschio: questo impedisce loro di commettere il rituale che è rivolto sempre a femmine. Amaia interviene e riesce a sopraffare lo psichiatra, ma sua madre fugge via.

## Sequel
Questo film ha avuto un seguito nel 2020, chiamato Offerta alla tormenta, diretto dallo stesso regista.